# شتيفين زايبرت
شتيفين رودجر زايبرت (بالألمانية: Steffen Rüdiger Seibert) صحفي ألماني وُلد في ميونخ في السابع من يونيو لعام 1960، ويشغل منصب المتحدث الرسمي باسم الحكومة الألمانية منذ الحادي عشر من شهر أغسطس لعام 2010 و كذلك رئيس مكتب الإعلام والصحافة التابع للحكومة الألمانية برتية وكيل وزارة. .
كان زايبرت يعمل صحفيًا لقناة تست دا اف قبل عمله تبع الحكومة الألمانية .

## حياته

### أصله
كان يعمل والده ناشرًا، ولكن انفصل والدا شتيفين عندما كان في الثانية عشر من عمره. و قد انتقل مع والدته من ميونخ إلى هانوفر عبر شتوتجارد.

### تعليمه
تعلم زايبرت في مدرسة تيلكامفك في هانوفر، و قد حصل هناك على شهادة الثانوية الألمانية. و قد درس التاريخ وعلوم الأدب والقانون العام في جامعة هامبورج و كلية لندن للاقتصاد من عام 1981 و حتى عام 1987. حصل زايبرت في عام 1987 على درجة الماجستر من جامعة هامبورج. و علاوة على ذلك فقد حصل زايبرت على منحة من المؤسسة الدراسية للألمان.

## حياته الشخصية
إن زايبرت متزوج برسامة ولديهما ثلاثة أولاد- ابنة وابننان- و يقطنون في برلين. يعتنق زايبرت المذهب الروماني الكاثوليكي منذ عام 2007
، على الرغم من أنه عُمد في كنيسة بروتستنتية.

## روابط خارجية
- شتيفين زايبرت على موقع IMDb (الإنجليزية)
- شتيفين زايبرت على موقع مونزينجر (الألمانية)